# Thieme (Familienname)
Thieme ist ein deutscher Familienname.

## Namensträger

### A
- Alexander Thieme (1954–2016), deutscher Leichtathlet
- Alfred Thieme (Unternehmer) (1830–1906), deutscher Unternehmer, Kunstsammler und Politiker, MdL Sachsen
- Alfred Thieme (Schriftsteller) (1899–1954), deutscher Schriftsteller und Dichter
- André Thieme (Historiker) (* 1969), deutscher Historiker
- André Thieme (Reiter) (* 1975), deutscher Springreiter
- Andreas Thieme (* 1956), deutscher Maler und Grafiker
- Anne Thieme (* 1982), deutsche Filmregisseurin und Drehbuchautorin
- August Thieme (Dichter) (1780–1860), deutscher Dichter
- August Thieme (Politiker) (1821–1879), deutsch-US-amerikanischer Journalist und Politiker
- Axel Thieme (Hockeyspieler) (1939–2006), deutscher Hockeyspieler
- Axel Thieme (Politiker) (* 1949), deutscher Politiker (DVU, NPD)
- Axel Thieme (Maler) (1950–2021), deutscher Maler und Galerist

### B
- Balduin Thieme (1910–1996), deutscher Dichter und Schriftsteller
- Barbara Schmidt-Thieme (* 1968), deutsche Mathematikdidaktikerin
- Bernhard Thieme (Regisseur) (1925–1977), deutscher Filmregisseur und Drehbuchautor
- Bernhard Thieme (Generaldirektor) (1926–1982), deutscher Wirtschaftsfunktionär, Generaldirektor des Kombinats Fortschritt Landmaschinen
- Bernhard Thieme (Schriftsteller) (* 1943), deutscher Schriftsteller und Übersetzer

### C
- Carl Thieme (Maler) (1816–1884), deutscher Maler und Geschäftsmann
- Carl von Thieme (1844–1924), deutscher Versicherungsgründer (Allianz)
- Christian Thieme (* 1972), deutscher Rechtsanwalt, Oberbürgermeister von Zeitz
- Clemens Thieme (Komponist) (1631–1668), deutscher Komponist
- Clemens Thieme (Theologe) (um 1666–1732), deutscher Theologe und Kirchenlieddichter
- Clemens Thieme (Architekt) (1861–1945), deutscher Architekt

### D
- Daniel Thieme (* 1963), deutscher Bratschist
- David Thieme († 2025), US-amerikanischer Ölhändler und Motorsportsponsor
- Dieter Thieme (* 1929), deutscher Fluchthelfer, siehe Girrmann-Gruppe

### E
- Erich Thieme (1913–1944), deutscher Maler
- Ernst Thieme (1885–1957), deutscher Kunsthistoriker, Kunstmaler und Heimatschriftsteller

### F
- Frank Thieme (Soziologe) (* 1947), deutscher Soziologe
- Frank Thieme (Leichtathlet), deutscher Sprinter
- Frank Thieme (Segler) (* 1963), deutscher Segler
- Fred Thieme (* 1962), deutscher Basketballspieler
- Friederike Thieme (* 1987), deutsche Volleyballspielerin
- Friedrich Thieme (1862–1945), deutscher Journalist und Schriftsteller
- Fritz Thieme (1925–2013), deutscher Physiker und Hochschullehrer

### G
- Gabi Thieme (* 1953), Diplomjournalistin und Buchautorin
- Gabriele Thieme-Duske (1942–2020), deutsche Pädagogin und Politikerin (SPD)
- Georg Thieme (1860–1925), deutscher Verleger
- Gerda Thieme (* 1940), deutsche Basketballspielerin
- Gerhard Thieme (1928–2018), deutscher Bildhauer

### H
- Hans Thieme (1906–2000), deutscher Rechtshistoriker
- Hans Jörg Thieme (* 1941), deutscher Nationalökonom und Hochschullehrer
- Hartmut Thieme (* 1947), deutscher prähistorischer Archäologe
- Heiko Thieme (* 1943), deutscher Portfoliomanager, Journalist und Anlageberater
- Helga Thieme (* 1937), deutsche Sängerin
- Hermann Thieme (Mathematiker) (1852–1926), deutscher Mathematikdidaktiker
- Hermann Thieme (Komponist) (1924–1991), deutscher Komponist
- Horst Thieme (1931–1986), deutscher Archivar und Historiker
- Hugo Paul Thieme (1870–1940), US-amerikanischer Romanist und Bibliograph

### J
- Jana Thieme (* 1970), deutsche Ruderin
- Johann Christoph Thieme (17. Jahrhundert), deutscher Publizist
- Johann Gottfried Thieme (1898–1979), deutscher Chemiker und Schriftsteller
- Jörg Thieme (Schauspieler) (* 1967), deutscher Schauspieler
- Jörg Thieme (Boxer) (* 1978), deutscher Boxer

### K
- Karl Thieme senior (1862–1932), deutscher evangelischer Theologe
- Karl Thieme (Historiker) (1902–1963), deutscher Historiker, Politologe und Theologe
- Karl Traugott Thieme (1745–1802), deutscher Pädagoge und Schriftsteller
- Kerstin Thieme (1909–2001), deutsche Komponistin und Hochschullehrerin
- Klaus Thieme (1929–2013), deutscher Gebrauchsgrafiker, Illustrator und Numismatiker
- Kurt Thieme (* 1922), deutscher Politiker (SED) und Funktionär

### L
- Leon Jonas Thieme (* 2004), deutscher zeitgenössischer Komponist für Instrumentalmusik und Multiinstrumentalist
- Leopold Thieme (1880–1963), deutscher Maler und Zeichner
- Lutz Thieme (* 1966), deutscher Sportwissenschaftler und Hochschullehrer

### M
- Manfred Thieme (* 1936), deutscher Offizier der ehemaligen Nationalen Volksarmee (DDR)
- Marianne Thieme (* 1972), niederländische Tierschützerin
- Mario Thieme, deutscher Brigadegeneral der Bundeswehr
- Marlehn Thieme (* 1957), deutsche Rechts- und Sozialwissenschaftlerin, Präsidentin der Welthungerhilfe
- Matthias Thieme (* 1974), deutscher Journalist und Chefredakteur
- Matthias Thieme (Regisseur) (* 1976), deutscher Regisseur
- Moritz Thieme (1799–1849), deutscher Autor und Buchhändler

### P
- Paul Thieme (1905–2001), deutscher Indologe
- Peter Thieme (* 1952), deutscher Dokumentarfotograf

### R
- Richard Thieme (1876–1948), deutscher Gartenarchitekt
- Rudolf Thieme (* 1925), deutscher Fußballspieler

### S
- Sebastian Thieme (* 1978), deutscher Ökonom
- Sven Thieme (* 1968), namibischer Manager

### T
- Theodor Thieme (1823–1901), deutscher Lithograph und Maler
- Theodor Otto Thieme (1857–1907), deutscher Entomologe
- Thomas Thieme (* 1948), deutscher Schauspieler
- Tom Thieme (* 1978), deutscher Politikwissenschaftler und Extremismusforscher

### U
- Ulrich Thieme (1865–1922), deutscher Kunsthistoriker und Archäologe

### W
- Walter Thieme (1878–1945), deutscher Theologe und Pfarrer
- Werner Thieme (1923–2016), deutscher Rechtswissenschaftler
- Willy Thieme (1912–1979), deutscher Politiker (SPD)
- Wolf Thieme (* 1937), deutscher Autor und Journalist
- Wolfgang Thieme (Politiker), deutscher Politiker (CDU), MdV
- Wolfgang Thieme (Fotojournalist) (* 1941), deutscher Fotojournalist